# The Hound of London
Pour plus de détails, voir Fiche technique et Distribution.
The Hound of London est un téléfilm luxembourgo-canadien de Peter Reynolds-Long, sorti en 1993.

## Synopsis
Sherlock Holmes et Watson enquêtent, à la demande de l'inspecteur Lestrade, sur un double meurtre qui a eu lieu au Strand Theatre. 

## Fiche technique
- Titre original : The Hound of London
- Réalisation : Peter Reynolds-Long
- Scénario : Craig Bowlsby, d'après sa pièce
- Décors : Simon Craghead, Dinah Dechambre
- Costumes : Florence Lott, Irene Pieper, Margot Seaman
- Photographie : Gil Letourneau
- Montage : Bridget Durnford
- Production : Craig Bowlsby
- Production associée : Gary Banks, Joe Castro, Peter V. Dent
- Coproduction : Peter Reynolds-Long
- Société de production : Intrepid Production
- Pays d’origine :  Luxembourg,  Canada
- Langue originale : anglais
- Format : couleur
- Genre : film policier
- Durée : 72 minutes
- Dates de sortie :
  - Canada : août 1993

## Distribution
- Patrick Macnee : Sherlock Holmes
- John Scott-Paget : Docteur Watson
- Colin Skinner : Inspecteur Lestrade
- Jack Macreath : Professeur Moriarty / Rex
- Craig Bowlsby : Lance Sterling
- Sophia Thornley : Mrs Hudson
- Carolyn Wilkinson : Irene Norton
- Drew Kemp : Campbell
- Ned Lemley : Stonegrimble
- Kelly Dale : Gadsby
- Rob Vanderbrink : Roi de Bohême
- Colleen Bignell : Reine de Bohême